# Лешательерит
Лешательерит — редкий минералоид, природное кварцевое стекло. Его описал в 1915 году французский минералог Антуан Франсуа Альфред Лакруа и назвал в честь французского химика Анри Луи Ле-Шателье.

## Описание
Чаще всего образуется из кварцевого песка, сплавленного ударом молнии или метеорита. Соответственно, образует фульгуриты или тектиты. Иногда имеет и вулканическое происхождение: образуется при быстром остывании расплавленных пород (как и обсидиан, от которого отличается большей долей SiO2).
Имеет вид плотного или пузырчатого стекла. Цвет прозрачный, белый, серый, желтоватый или коричневатый.
Встречается в метеоритных и вулканических кратерах и в местностях с заметной грозовой активностью.